# Lei Hadopi

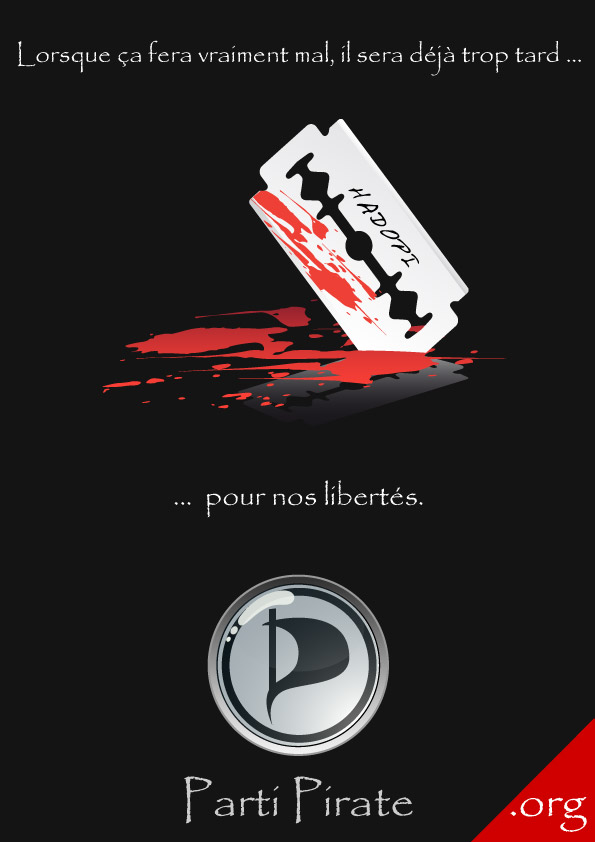
Poster do Partido Pirata Francês fazendo alusão a lei.

A Lei Hadopi é uma lei francesa que visa sobretudo acabar com o compartilhamento de arquivos protegidos por direitos autorais nas redes peer-to-peer, sendo composta de seis capítulos e duas diretrizes: a reação graduada e o incentivo à oferta lícita. Com a reação graduada, a cada reincidência, a punição torna-se cada vez mais forte. A abreviação Hadopi vem do termo "Haute autorité pour la diffusion des œuvres et la protection des droits sur Internet" (em Português, Alta autoridade da difusão de obras e da proteção dos direitos na Internet). Trata-se de uma organização de regulamentação francesa independente.

## A reação graduada ou mecanismo dissuasor
A lei Hadopi não substitui as sanções já existentes em termo de falsificação e contrabando, que são punidas pelo Código Penal. Ela acrescenta um dispositivo paralelo. A aplicação de sanções é gradual, feita em três etapas: duas preventivas, e finalmente a repressão. Primeiro, um email é enviado através do fornecedor de internet. Em seguida, se não for suficiente para parar o compartilhamento ilegal de arquivos, uma carta com aviso de recebimento é enviada. Finalmente, ocorre a suspensão do acesso à Internet.